# Легіслатура штату Південна Дакота
Легіслатура штату Південна Дакота — законодавчий орган американського штату Південна Дакота, законодавча гілка влади штату. Орган є двопалатним і складається із Сенату, в якому 35 сенаторів, та із Палати представників, в якій 70 представників. Ці дві палати багато в чому є схожими, але Сенат має виключні повноваження щодо затвердження призначень здійснених Губернатором штату Південна Дакота. Крім цього, голоси в Сенаті рахуються за кількістю піднятих рук, в той час як в Палаті представників застосовується електронне голосування.
Легіслатура збирається в Капітолії штату Південна Дакота в столиці штату, місті Пірр. Щорічні сесії починаються в другий вівторок січня. Законодавча сесія триває протягом 40 робочих днів в непарні роки та протягом 35 робочих днів в парні роки, хоча в останні роки сесії тривали по 38 днів, і в парні, і в непарні роки. Зазвичай, легіслатура збирається протягом чотирьох робочих днів на тиждень, залишаючи один день для того, щоб за необхідності розглянути вето накладені губернатором, а також щоб мати можливість провести один день із виборцями в своєму окрузі. Легіслатура іноді збирається по суботах щоб відпрацювати дні пропущені через національні свята.
Легіслатура зі свого складу обирає членів Виконавчої ради, яка займається адміністративними питаннями під час періодів коли сама легіслатура не перебуває на сесії. Також, адміністративна підтримка легіслатурі надається Радою із законодавчих досліджень Південної Дакоти.
Республіканська партія утримує абсолютну більшість в Сенаті із виборів 1996 року та абсолютну більшість в Палаті представників із часу виборів 1976 року.

## Вибори депутатів
Члени обох палат законодавчого органу штату обираються в листопаді парних років на дворічні терміни. Починаючи з 1993 року депутати мають обмеження у кількості термінів: жодна людина не може обиратись більше ніж чотири рази поспіль. Але особа, яка пробула в легіслатурі протягом чотирьох термінів, може переобиратися знову після дворічної перерви. Якщо в законодавчому органі виникають вакантні місця, вони заповнюються на розсуд Губернатора.
Територія штату поділена на 35 виборчих округів, в кожному обирається один сенатор і двоє представників. В 33 округах представники обираються від усього округу. Однак, кожен з округів під номерами 26 та 28 поділяється на два представницьких округи, в кожному з них обирається по одному представнику. Це зроблено щоб надати корінним американцям можливість обирати власних представників.
Межі виборчих округів переглядаються кожні десять років, відповідно до даних переписів населення, які відбуваються в роки, які закінчуються на "0". В кожному з округів проживає приблизно по 23 200 осіб.

Мапа виборчих округів Південної Дакоти